# Homme de Tian'anmen
L’Homme de Tian’anmen, Tank man (l’« Homme au char ») ou encore The Unknown Protester (« Le Manifestant inconnu ») sont les surnoms donnés à l'homme resté anonyme, mais mondialement célèbre, qui fut filmé et photographié alors qu'il s'efforçait de bloquer symboliquement la progression d'une colonne d'au moins dix-sept chars Type 59 de l'Armée populaire de libération lors des manifestations de la place Tian'anmen, en 1989, en république populaire de Chine.
L'image de la scène est prise par deux reporters-cadreurs et cinq reporters-photographes perchés sur un balcon de l'hôtel Beijing. Le cliché emblématique est celui de Jeff Widener de l'Associated Press, qui a fait la une de nombreux journaux et magazines à l'époque.
Le monde entier fut frappé par la scène de ce char tentant vainement de contourner l'inconnu. L'image de l'incident est couramment utilisée pour symboliser le courage et la force de la non-violence face à la répression armée.

## Déroulement
L'incident se déroule à Pékin, le 5 juin 1989, à proximité de la place Tian'anmen, qui se trouve au sud de la Cité interdite. Au deuxième jour des violentes répressions entreprises par le gouvernement chinois à l'encontre des manifestations, l'homme se tenait à 800 mètres à l'est de la porte Tian'anmen, au carrefour entre l'avenue Dongchang'anjie (东长安街), empruntée par les chars, qui arrivent de l'ouest, l'avenue Zhengyilu (正义路) au sud, et l'avenue Nanheyandajie (南河沿大街) au nord (39° 54′ 23,5″ N, 116° 23′ 59,8″ E). Les photos et films de la confrontation ont été réalisés par des journalistes étrangers depuis l'hôtel Pékin (北京饭店, Beijing Fandian) situé sur Dongchang'anjie.
L'homme, portant un sac de couleur claire dans chaque main, est seul debout au milieu de la route quand les chars s'approchent. Les chars s'arrêtent devant lui et il semble leur faire signe de repartir. En réponse, le char de tête essaie à plusieurs reprises de contourner l'homme mais celui-ci se place à nouveau sur sa route. Puis l'individu grimpe sur le dessus du char de tête et a une brève conversation avec un membre d'équipage. Les versions de ce qui a été dit au conducteur varient : « Pourquoi êtes-vous là ? Ma ville est en chaos à cause de vous », « Faites demi-tour et arrêtez de tuer mon peuple » et « Partez ». Les vidéos prises par les journalistes occidentaux montrent que le jeune homme fut ensuite approché par un cycliste qui discute un court instant avec lui. Puis un homme, les bras levés, fait signe au chef de char qui le voit, le char étant alors immobilisé ; enfin, trois autres hommes se mettent autour du jeune manifestant, le font se déplacer sur le côté de l'avenue où il se trouvait, hors du champ de vision des photographes ou journalistes qui ont filmé cette scène de résistance passive.
Selon certains journalistes, les quatre personnes intervenues étaient en fait des policiers en civil[réf. nécessaire], présents dans ce secteur et devant faciliter le passage des chars, ce qui fut le cas, la progression des blindés s'effectuant ensuite sans aucune résistance.

## Identité et devenir de l'homme
On ne connaît pas de façon certaine l'identité de l'homme. Peu de temps après l'incident, le tabloid britannique Sunday Express l'identifia comme étant Wang Weilin (王維林), un étudiant de 19 ans. Toutefois, la véracité de cette information n’est pas confirmée.
Il existe plusieurs histoires non concordantes relatives à ce qu'il est advenu de l'homme après la manifestation. Bruce Herschensohn, ancien assistant adjoint du président Richard Nixon, rapporta que l'homme fut exécuté 14 jours plus tard ; d'autres sources avancent qu'il a été passé par les armes devant un peloton d'exécution quelques mois après les protestations de la place Tian'anmen. Dans Red China Blues: My Long March from Mao to Now, Jan Wong écrit qu'il est toujours vivant et se cache quelque part en Chine.
Le récit d'un témoin oculaire des événements, publié en octobre 2005 par Charlie Cole, photographe pour le magazine Newsweek à l'époque, indique que l'homme fut arrêté immédiatement après l'incident par le Bureau de sécurité publique chinois.
Le gouvernement de la république populaire de Chine fit peu de commentaires sur ces circonstances et l'homme impliqué. Dans une entrevue de 1990 avec la journaliste américaine Barbara Walters, Jiang Zemin, alors secrétaire général du Parti communiste chinois, indique qu'il n’a pas été écrasé par le char, mais il ne sait pas ce qu’il est devenu.
Ding Zilin, une des mères de Tiananmen, indique qu'aucune d'entre elles n'a reconnu un de ses proches.
En 2019, l’activiste Yang Jianli, fait signer une pétition demandant au président Xi Jinping de révéler ce qui est arrivé à Tank Man.

## Analyses
Selon le caricaturiste Badiucao, Tank Man représente quelque chose de perdu dans l'actuelle génération chinoise : « l'idéalisme, la passion, le sens des responsabilités et la confiance qu'un individu peut modifier le cours des évenements ». « Tank Man est toujours d'actualité aujourd'hui et les gens devraient le voir. La société n'a pas beaucoup changé depuis le massacre et l'oppression n'a jamais cessé ». Badiucao a donné des instructions pour que les manifestants prennent une photo d'eux-mêmes portant le costume classique de Tank Man : chemise blanche, pantalons noirs, et des chaussures noires, tout en tenant deux sacs blancs. L'artiste a fait des dessins pour les sacs, y compris des images de Peppa le cochon et Winnie l'ourson, les personnages censurés en Chine.
Pour le dissident chinois Hu Jia : « Il se peut que Tank Man ait été tué, jeté en prison, qu'il ait fui à l'étranger. Mais cela ne compte plus vraiment, car je pense que nous sommes tous Tank Man. À cet égard, il vit éternellement ».

## Mémoire

### Chanson
Dans l’album Speaking of Dreams, Joan Baez évoque Tank Man avec la chanson China : 
Et même la lune, en ce quatrième jour de juin, 

Cacha son visage sans voir, 

Le soleil noir montant au-dessus de Tiananmen

Et Wang Weilin, tu te souviens de lui, 

Il se tenait seul face aux tanks, 

Une ombre des ancêtres oubliés sur la place Tiananmen...
— Joan Baez, Speaking of Dreams
Dans le livret de la chanson Refuse / Resist de Sepultura traitant des tensions sociales, des guerres civiles et des massacres dictatoriaux se trouvent des photos de Tank Man. Des vidéos de l’opposition entre Tank Man et les tanks sont aussi présentes dans le clip vidéo de cette même chanson[réf. nécessaire].

### Censure

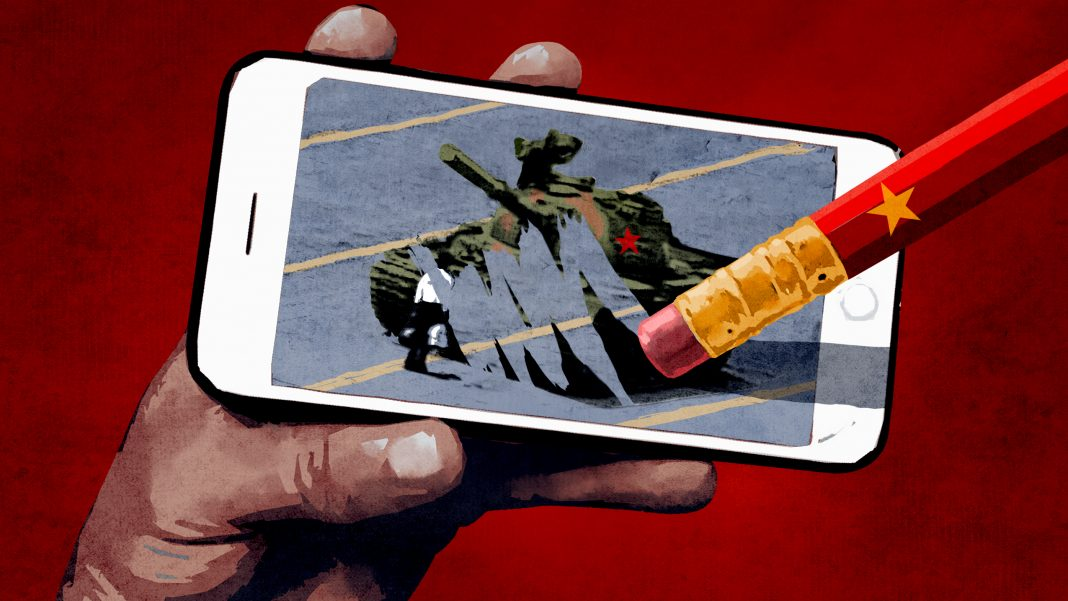
Évocation de la censure en Chine.

En 2013, la photographie est parodiée avec des gros canards jaunes qui remplacent les chars. Les autorités chinoises bloquent sur Internet les termes gros canard jaune,.
En 2019, un spot publicitaire pour la marque Leica utilise la photo de Tank Man. La vidéo a été retirée d’Internet en Chine, Leica se désolidarisant de cette publicité,.

### Oubli en Chine
Lors de la sortie de son livre The People's Republic of Amnesia: Tiananmen Revisited en 2015, la journaliste Louisa Lim a présenté la photo de Tank Man dans quatre campus de Pékin. Seulement 15 étudiants sur 100 ont déclaré qu'ils la connaissaient.

### Dans la culture populaire
Dans les Simpson (épisode 12, saison 16) Bébé Nem, Selma Bouvier se tient devant un char, la scène rappelle le célèbre cliché de L'Homme de Tian’anmen.